# Добойско-Биелинский регион
Добойско-Биелинский регион (серб. Добојско-бијељинска регија, босн. и хорв. Dobojsko-bijeljinska regija) — регион, расположенный в северо-восточной части Республики Сербской, Босния и Герцеговина.
На востоке река Дрина граничит с Сербией. С Сербией регион граничит также и на северо-востоке, и эту границу делает река Сава. Сава находится и на севере пограничной реки с Хорватией. На севере также находится межэнтитетская граница граница с Посавским кантоном Федерации Боснии и Герцеговины, состоящим из двух общин: Оджака и Орашье. На Западе регион граничит с Баня-Лукским регионом, а на юго-востоке — с Восточносараевско-Зворникский регион районом Республики Сербской. Южная граница является границей с Федерацией Боснии и Герцеговины. Регион не имеет территориальной целостности. Он состоит из двух небольших регионов, Добойского и Белинского, которые находятся между собой отдельно от округа Брчко. Географическое положение региона благоприятное, особенно транспортное. Регион является ближайшей транспортной связью между отдельными частями Боснии и Герцеговины, Хорватии и Сербии. На его территории пересекаются железнодорожные и автомобильные маршруты с севера на юг и с запада на восток (транзитное положение).

## Рельеф
Большая часть региона находится в Паннонской рельефной области Республики Сербской. Аллювиальные плоскости (Посавина, Семберия) и низкие горы (Маджевица, Вучияк, Требовац) являются основной чертой этого региона.
- Посавина — название для узкого горного хребта с низким уровнем земли вдоль реки Сава. Благоприятным является применение в сельскохозяйственных целях.
- Семберия — большая аллювиальная плоскость возникла в районе устья Дрины в реке Сава. С юга она граничит с Маевицой. Характеризуется очень плодородной почвой.
- Маевица — низкая (максимальная высота горы — 916 метров) гора, расположенная в Биелинском регионе. Маевица находится между бассейнами Савы, Дрины и Боснии. Он богат лесом и у подножия горы много бурого угля (угольная шахта).
- Требовац — гора в Северо-Восточной Боснии и Герцеговине расположена между Градачцой, Добоей и Модриче. Самый высокий пик — Вис (692 метра). В этом районе также есть защищенные деревья липы и клёна. Он также используется как спортивный и горный туризм.
- Вучияк — гора, расположенная в Северной Боснии и Герцеговине между Савой, Боснией и Укриной, недалеко от Модрича. Это типичная островная гора, такая как Мотайица и Просара. В центральной части региона, на окраине низменности Паннона, находятся рудные и флюшовые горы Озрен и Боря.
- Озрен — гора между реками Босния и Спреча. Самый высокий пик — Велика Остравица с высотой 918 метров. Озрен хорошо лесовосстановлен.
- Боря — гора между реками Велика Усора и Мала Усора. Самый высокий пик, большая Руна, составляет 1078 метров в высоту. Богата сосновыми лесами и минеральными источниками у подножия.

## Климат и природа
Континентальный климат характерен для Посавины и Семберии. Лето длинное, теплое и сухое, а зима холодная. Когда падает снег, он задерживается в течение длительного времени, что благоприятно влияет на сельскохозяйственные культуры озимы. В большей части региона климат умеренно-континентальный. Он характерен в Перипанонских долинах рек в южной части региона. Четко выражены все четыре сезона с умеренно теплым летом и умеренно холодными зимами. Количество осадков составляет около 1000 миллиметров. Только самые высокие горные районы региона, горы Очуаш, Боря и Влашич имеют горный климат. Что касается естественной картины ландшафта, то она была изменена постоянным разрушением лесов, распространением пахотных земель и возведением поселений и строительством дорог. Естественная растительность в низменности Панона, степь, полностью исчезла и на ее месте находятся оранжереи. Холмистые и горные части региона богаты лиственным лесом (дуб, граб, бук), ржавчиной хвойного леса и большим богатством грибов.

## Водоёмы
Реки Добойско-белиевые области — черноморский бассейн. Самая крупная река — Сава. Его крупнейшими притоками являются Укрина, Босния и Дрина. Притоки Боснии являются Усора и Спреча. Из-за частично неупорядоченных русла реки этого региона часто выливаются из русла реки и наносят большой ущерб населению.
- Сава — река в Северной Боснии и Герцеговине и самая большая река во всей стране. Это спокойная река, подходящая для рыбалки и отдыха, и располагает значительным гидроэнергетическим потенциалом. Впадает в Дунай.
- Дрина — река, которая охватывает Восточную часть Республики Сербской. Направление его потока с юга на север. Самый красивый и длинный каньон (24 км) от Жепы до Клотиевца. На Дрине были построены три гидроэлектростанции: Вишеград, Байина башта и Зворник.
- Босния — центральная Риека в Боснии и Герцеговине. Долина реки Боснии — самый густонаселенный район Боснии и Герцеговины, а также промышленный центр страны.
- Укрина — правый приток Савы. Происходит от большого и малого сруба. Длина составляет 120 километров. Это самая длинная местная река, так как весь ее курс проходит через Республику Сербскую.
- Усора — левый приток Боснии, в который он впадает в Добой. Берет свое начало в горах, Борји, идлина составляет 80 километров.
- Спреча — правый приток Боснии, в который впадает тот же код добоя. Источник очень близок к Дрины, но из-за наклона рельефа он течет к западу и Боснии. Длина составляет 137 километров. Часть потока составляет границу объекта.

Озер, природных и искусственных, в этом регионе нет. Исключением является Мезграйское озеро, искусственного происхождения, которое служит для извлечения древесного угля.